# Поврожник
Поврожник (пол. Powroźnik) — село на Лемковщине, административно находится в гмине Мушина, Новосонченский повет, воеводство Малопольское.

## Расположение
Село расположено на берегах реки Мушинка — правого притока Попрады, на склонах хребта Яворина. Находится на территории Попрадский ландшафтного парка.

## История
30 июля 1391 король Владислав II Ягайло отдал краковском епископу Яну Радлици так называемый Мушинское имение, в состав которого кроме Мушины входило ещё 11 сел. Село Поврожник упоминается в люстрации 1565 года как русское село, закрепощённое краковским епископом Филиппом Падневским по валашскому праву. В 1637 году основан греко-католический приход в Поврожнике. В июне 1770 года австрийские войска вошли на Лемковщину и включили её в состав Австрии. В 1911 году построена железная дорога Мушина — Крыница со станцией Поврожник.
С ноября 1918 по январь 1920 село входило в состав Лемковской республики. В селе было москвофильская читальня имени Качковского. К середине XX века в регионе преобладало лемковско-украинское население. В 1939 году из 1290 жителей села — 1230 украинцы, 45 поляков и 15 евреев. В 1940 году около 100 лемков из Поврожника эмигрировали в СССР.
После Второй мировой войны Лемковщина, вопреки ожиданиям лемков на вхождение в УССР, была отдана Польше, а коренное украинское население добровольно-принудительно вывозилось в СССР — в селе осталось 8 семей. Впоследствии, в период между 1945 и 1947 годами, в этом районе продолжалась борьба поддерживаемая украинскими подразделениями УПА против советских войск и Войска Польского. В 1947 году 451 житель села во время операции «Висла» был заключён в концлагерь Явожно или депортирован в Польшу.

## Достопримечательности
В селе сохранилась церковь Святого Иакова, включённая в список всемирного наследия ЮНЕСКО.